# Viking
För andra betydelser, se Viking (olika betydelser).

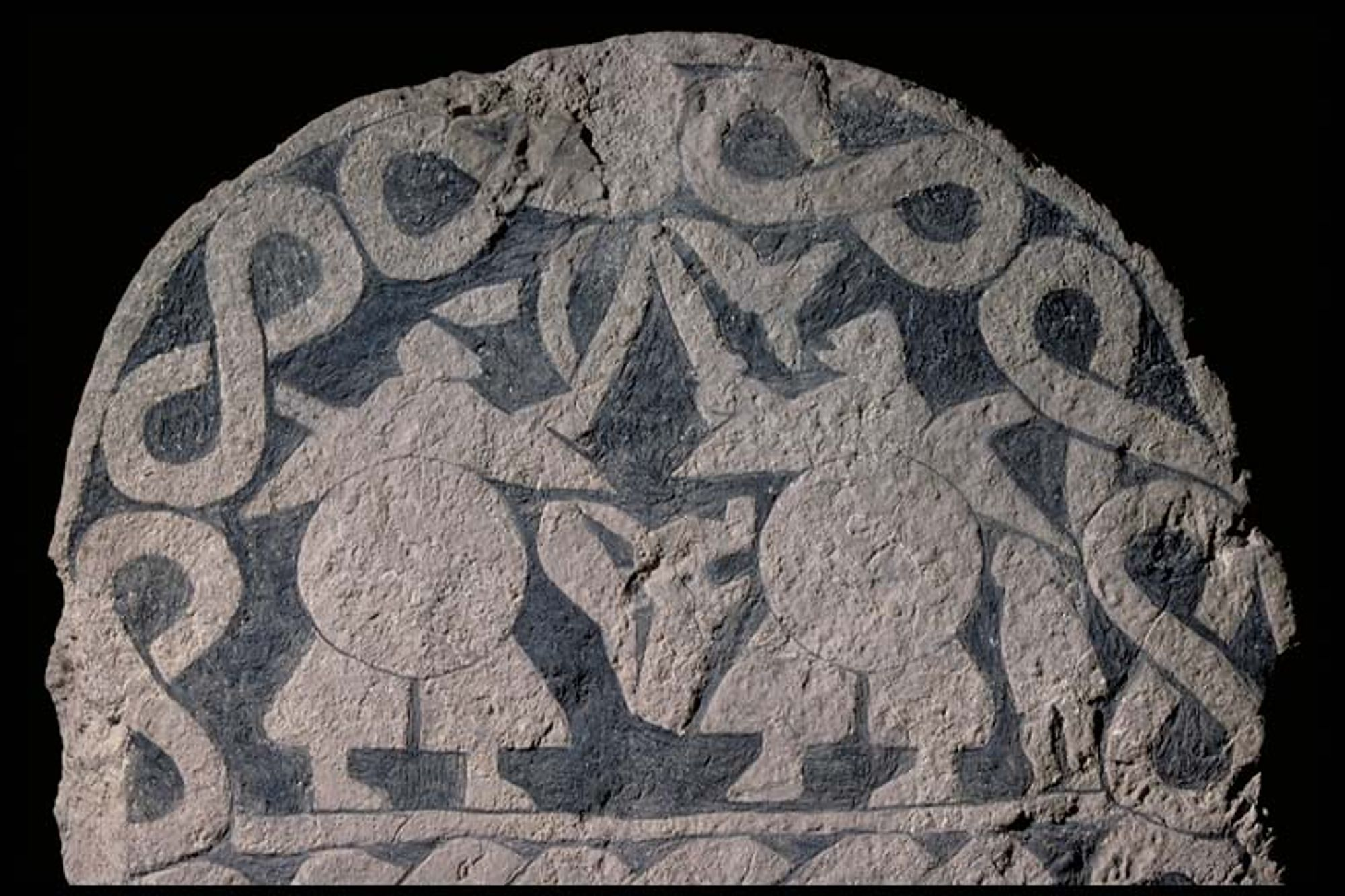
Vikingatida bildsten med kämpande män, från Smiss, Gotland.

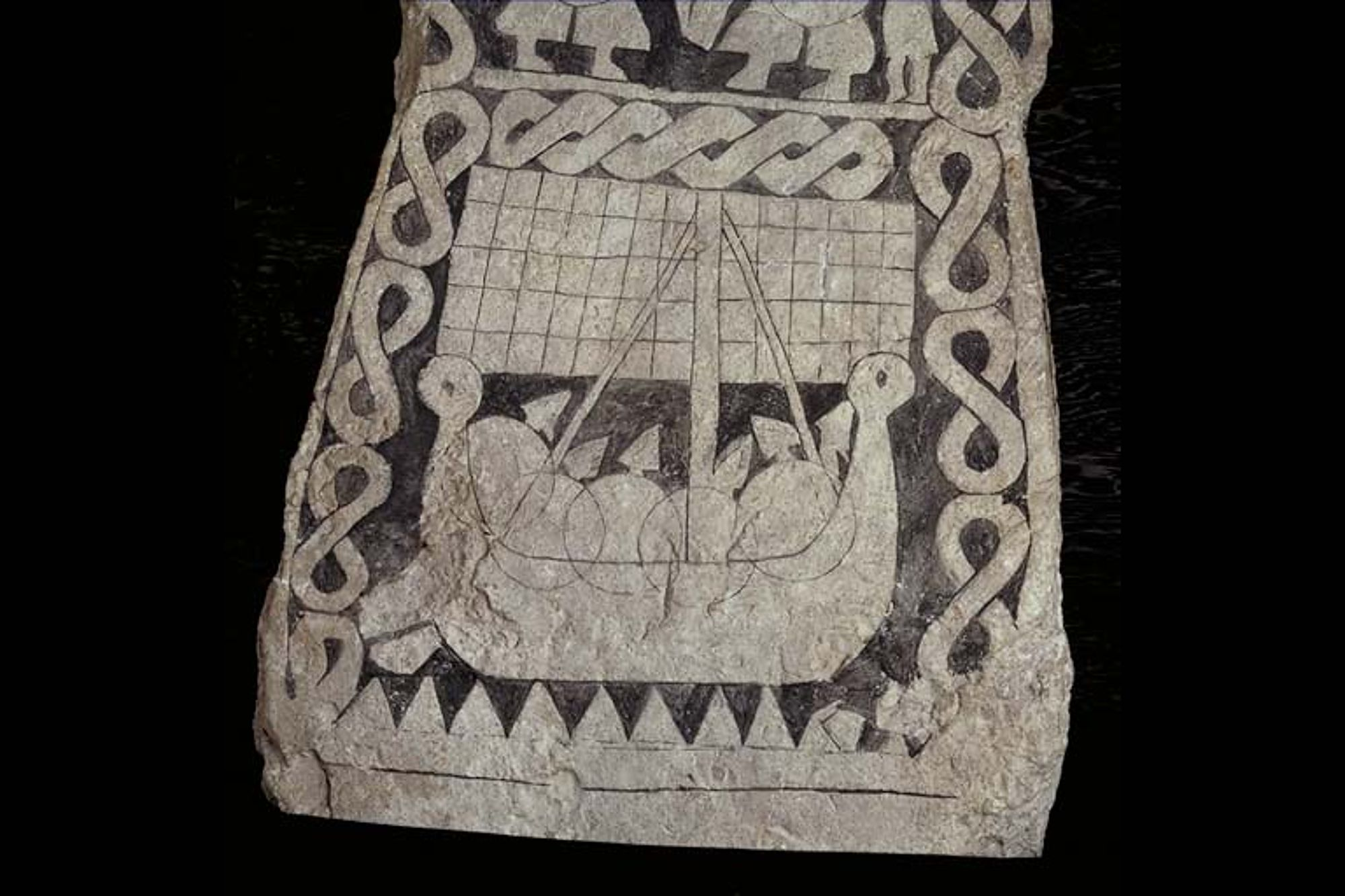
Bildsten av kalksten med seglande skepp, vikingatid, från Smiss, Gotland.

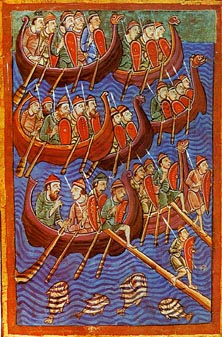
Daner landstiger i England 866. Illustration ur "Miscellany on the life of St. Edmund" från 1130-talet.

Vikingar var sjökrigare och sjörövare, från i huvudsak nuvarande Skandinavien, som deltog i båtburna plundringar och krigståg i Norden, Europa och Västra Asien från 793 fram till 1100-talet. Under perioden erövrade nordiska krigare stora delar av brittiska öarna och norra Frankrike.
Ordet viking dyker först upp i fornengelska källor, och i de flesta tidiga källor, inklusive nordiska, syftar det på pirater, utan närmare specifikation av ursprung. Betydelsen kom sedan att inskränkas så att det enbart syftade på dåtida nordbor (nordmän). Under nationalromantiken på 1800-talet kom en romantisk syn på vikingarna att formas av danska och svenska diktare. Idag kan ordet, beroende på brukare, ha vitt skilda betydelser. Det kan därigenom syfta på alltifrån krigiska skandinaviska sjöfarare till i princip alla skandinaver under vikingatiden. Denna otydlighet gör att ordet undviks av vissa forskare, även om det fortfarande har starkt symbolvärde.

## Etymologi och betydelse
Termen viking förekom före vikingatiden i såväl fornengelska som anglo-frisiska skriftliga källor under 700-talet. De första nordiska beläggen är från vikingatida runstenar som exempelvis Härlingstorpstenen i Västergötland. På Island förekommer ordet vikingr på 1100-talet när de första isländska sagorna nedtecknades. 
I slutet av ordets vikingatida språkutveckling hade termen, enligt språkforskaren Fritz Askeberg, två olika betydelser inom fornnordiska språken, som víking (femininum) vilket var en aktivitet, och som substantiv víkingr (maskulinum) som benämning för den eller de som utförde aktiviteten.
Det har funnits olika omstridda teorier om ordens ursprung, vilka alla har kritiserats och ingen har uppnått fullt stöd bland forskare. Till exempel:
- att fara i viking kommer av att man låg i försåt med sina skepp i havsvikar.
- personer från området Viken, som syftar på området främst omkring Oslofjorden i Norge samt Bohuslän i Sverige. Området motsvarar i stort dagens norska fylken Vestfold, Akershus och Østfold. I Sverige omfattar området dagens Bohuslän till Göta älv i sydöst, inklusive hela Hisingen. Mot denna teori talar det faktum att folk från Viken inte i litteraturen i nämnvärd utsträckning har beskrivits som sjörövare, och teorin anses av övervägande andel historiska forskare som osannolik.[5]
- begreppet veckosjö (medelsträcka avverkat av ett roddarlag vid bytet vid årorna, motsvarande drygt fyra sjömil), från tiden innan nordborna lärt sig seglarkonsten.[6][7]
- det latinska ordet vicus ('by', 'köpstad'), via fornengelskans wíc. Ur detta skulle då ett ord för köpmän ha utvecklats.[8]

Samtliga källor fram till nationalromantiken framställer ordet viking i dess olika former som en översättning av latinets pirate, innan ordet pirat började användas i nordeuropeiska språk, och termen har inte i någon av dessa källor haft någon geografisk begränsning, utan använts för pirater från Frisland, Skottland, Irland, Venden, Estland , Kaukasus , Kurland , Moriska (muslimska) Spanien , Israel och mer ospecificerat Österled (Österut) . Flera källor uppger att vikingatågen kunde bestå av blandade etniska folk, som den Stora Hednaarmén, och historikern Anders Magnus Strinnholm, citerar i verket Svenska folkets historia från äldsta till närvarande tider de engelska krönikorna med: svärmar av hedniska folk, Danskar, Norweger, Göter och Svear, Vandaler (Vender) och Friser (Danos et Norwegenses, Gothos et Swathedos, Wandalos et Fresos) 
Historiska museet skriver på sin temawebb om vikingar: Ordet viking finns på några få runstenar från perioden och verkar oftast betyda ungefär ”sjörövare”. Det var alltså inte namnet på ett folk eller en grupp. De allra flesta människor kallade sig inte så, utan levde ett fredligt jordbrukarliv. 
Nutida historieforskare undviker ordet viking och ersätter det med ”sjöfarande nordbo under vikingatiden”.

## Historik

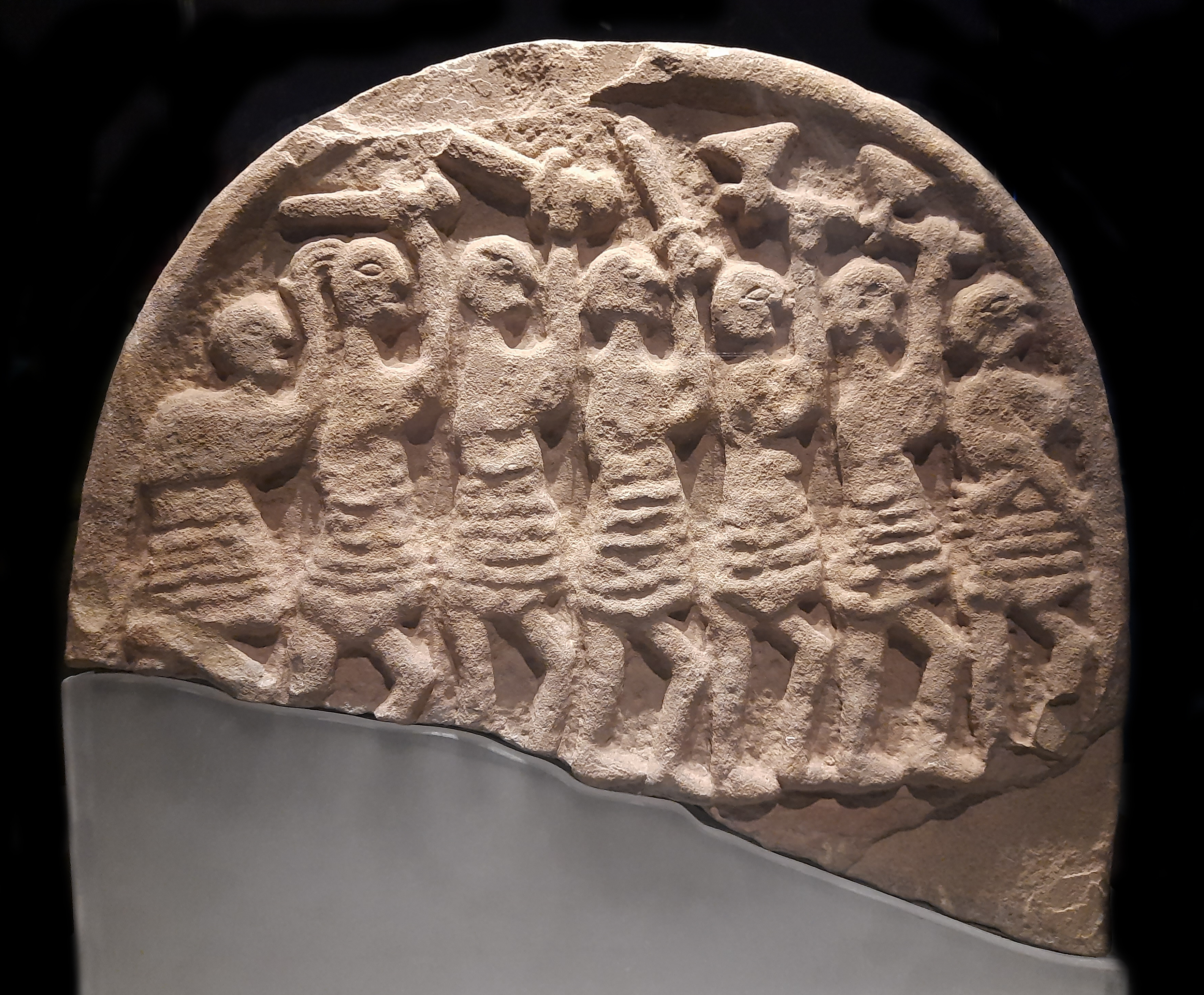
Lindisfarnstenen från tidigt 800-tal, uppvisandes en skara män med resta vapen, möjligen en avbildning av räden mot Lindisfarne 793.

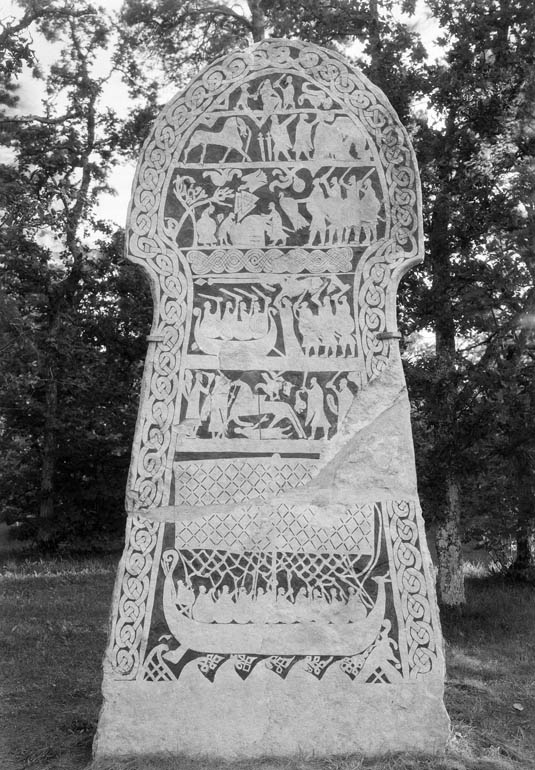
Bildsten Stora Hammars

Både arkeologin och historievetenskapen räknar perioden från cirka 800 till cirka 1050 som vikingatiden. Det finns inte någon tydlig skiljelinje som anger vikingatidens början eller slut. Äldre, mer militärhistoriskt och politiskt orienterad historieskrivning anger epoken från överfallet på Lindisfarne (793) till antingen Slaget vid Stiklestad (1030) eller Slaget vid Stamford Bridge (1066). Numera anser man dock inte att det går att på detta sätt använda enskilda händelser för att tidfästa vikingatiden. Dessutom tar denna tidsangivelse sin utgångspunkt i en västeuropeisk, särskilt anglosaxiskt orienterad historieskrivning, där vikingarnas aktivitet i östra Europa lämnas utan hänsyn. På senare tid så har man funnit fynd som tytt på att vikingaaktivitet i österled kan ha förekommit 100 år innan Lindisfarne och att vikingar plundrat Östersjöns östra delar under en stor del av 700-talet. Räder i österled innan den "klassiska vikingatiden" beskrivs i de isländska sagorna.
Plundringar österifrån mot Sveriges västkust är beskrivet i flera källor, och särskilt Härjningen av Sigtuna 1187. Svensk uppslagsbok skriver: "1187 hemsöktes S. av karelska sjörövare, som delvis brände staden." Vissa källor talar om ester, andra om kareler i Novgorods tjänst. En biskopskrönika från 1300-talets Uppsala noterar härjningen och tillägger att de skyldiga var hedningar (pagani) och Erikskrönikan utpekar kareler som skyldiga. Andra tänkbara kandidater är "kurländarna", alltså anfölls Sigtuna av karelska eller baltiska vikingar. Ester från Ösel härjade enligt Henrik av Lettlands krönika år 1203 i Blekinge och vid ett tillfälle förstörde de en kyrka, slog ihjäl, samt tillfångatog slavar. Flera kortare novgorodiska plundringståg ägde rum, till exempel mot Tavastland åren 1186, 1191 och 1226–1227, med åtminstone ett tavastländskt motanfall 1228. Danmark drabbades samtidigt av vendertågen.
Vikingatågen kom att täcka ett mycket stort geografiskt område, något som helt kan tillskrivas vikingatidens högt stående skeppsteknologi. Utomnordiska plundringar och krigståg under vikingatiden är alla koncentrerade till kuster och till större flodsystem i vilka de grundgående skeppen lätt kunde ta sig fram. Västeuropa drabbades på detta sätt hårt av vikingarnas plundringar och krig. I Västeuropa fick vikingatågen i ett senare skede karaktären av regelrätta erövringskrig, ledda av nordiska regenter. Färderna åt öster och sydöst tycks förutom plundrings- och erövringståg även ha haft karaktären av handels- och värvningsresor till den östromerske kejsarens flotta och armé. Ett känt stort krigståg i österled är det så kallade Ingvarståget. Dock är tågen i österled inte lika kända som de västerut då vikingatida skriftliga källor från Östeuropa saknas och då tidiga medeltida skrifter från Sverige, i motsatt till norska och isländska sådana, är mycket skrala. Även de västligt inriktade vikingarna tog stundom mer eller mindre tillfällig tjänst hos lokala härskare. År 866 kunde till exempel bretagnare plundra le Mans efter att ha allierat sig med 400 nordbor.

### Plundrare
Den äldsta bevarade tillförlitliga skriftliga referensen till vikingaaktivitet är plundringen av klostret Lindisfarne på nordostkusten av England den 8 juni 793. Men liknande plundringar har bevisligen skett innan detta. Gregorius av Tours nämner till exempel i sin frankiska krönika Chochilaicus, en nordman som plundrade den frisiska kusten innan han besegrades av frankerna. Detta skall alltså ha skett någon gång på 500-talet. Strandhugg och härjningar genomförda av nordmän mot folken i Östersjön, exempelvis finnar, kurer, ester och ryssar har en äldre historia än de i väst, men har inte bevarats i ord till eftervärlden, eftersom dessa folk inte hade någon skriftkultur.
Vikingatiden måste ses i ljuset av den sociopolitiska situation som Europa befann sig i efter Västromerska rikets fall på 400-talet. Det tidigare kejsardömet var nu indelat i många mindre hövdingadömen, germanska folkslag var på vandring och konflikter uppstod ofta. På flera sätt kan man säga att vikingatiden är en förlängning av folkvandringstiden som inföll i Europa under århundradena före vikingatiden. 
År 814 dog Karl den store och hans rike försvagades, och under 830-talet började mer omfattande expeditioner riktas mot karolingerriket, i början mot Nordtyskland och Nederländerna, och sedan även mot dagens Frankrike; åren 834–837 plundrades Dorestad söder om Utrecht flera gånger, 843 anfölls Nantes, en mer permanent bas upprättades vid Loires mynning, och 848 plundrades Bordeaux. 844 skedde den första belagda räden mot Iberiska halvön, 859 övervintrade vikingar i Rhône-deltat, på ön Camargue.
En typisk taktik var att tillfångata lokala potentater och kräva lösesumma, eller kräva detsamma från kungar och kloster. Emiren av kalifatet Córdoba tvingades betala lösesumma för kvinnor.
Förutom dyrbarheter tog vikingarna dessutom slavar. De personer som tillfångatogs av vikingarna under deras räder i Västeuropa, som Irland, 
kunde säljas på slavhandeln i Dublin, varifrån de såldes vidare till slaveri i al-Andalus,  eller också transporteras till Haithabu eller till Brännö vid Göta älv, och därifrån över Östersjön vidare via Volgas handelsrutt till Ryssland, där slavarna såldes till muslimska köpmän i utbyte mot de silver dirham och siden som har återfunnits i Birka, Wollin och Dublin; under 700- och 800-talen gick slavhandeln mellan vikingarna och den muslimska världen främst via Khazarriket, men från cirka 900 och framåt gick den genom via Volgabulgariska riket, varifrån slavarna transporterades via Khwarizm till  Samanidernas slavmarknad i Bukhara i Centralasien och därifrån vidare till slaveri i Abbasidkalifatet i Mellanöstern.
Denna slavhandel fungerade från åtminstone 786 till 1009, när silvermynt från Samaniderna hittats i Skandinavien, och de människor som kidnappades under vikingarnas räder i Västeuropa såldes troligen  just av vikingarna till araberna i Centralasien, en handel som var så lukrativ att den kan ha bidragit till vikingarnas räder i Västeuropa, som var en av deras källor för slavhandeln. Bland vikingaskatter som innehållit sådana arabiska mynt kan nämnas Spillingsskatten och Sundvedaskatten.

### Legoknektar
Förutom de vikingar som sökte sig till väringalidet i Konstantinopel verkade även västliga vikingar som legoknektar. Frankerna tog ibland vikingar i sin tjänst för att skydda sig mot andra vikingar, och både Ludvig den fromme och dennes son Lothar I överlät områden i Frisland till Harald Klak, en landsflyktig dansk kung. År 862 ledde både Salomon av Bretagne och Robert av Anjou varsin vikingaflotta, och efter att ha avsatts för att ha misslyckats att skydda sitt folk från vikingar tog Pippin II av Akvitanien hjälp av just sådana för att återfå sitt rike. Han deltog i deras plundringar av bland annat Poitiers, och rykten gick om att han övergått till deras nordiska tro.

### Bosättare och erövrare

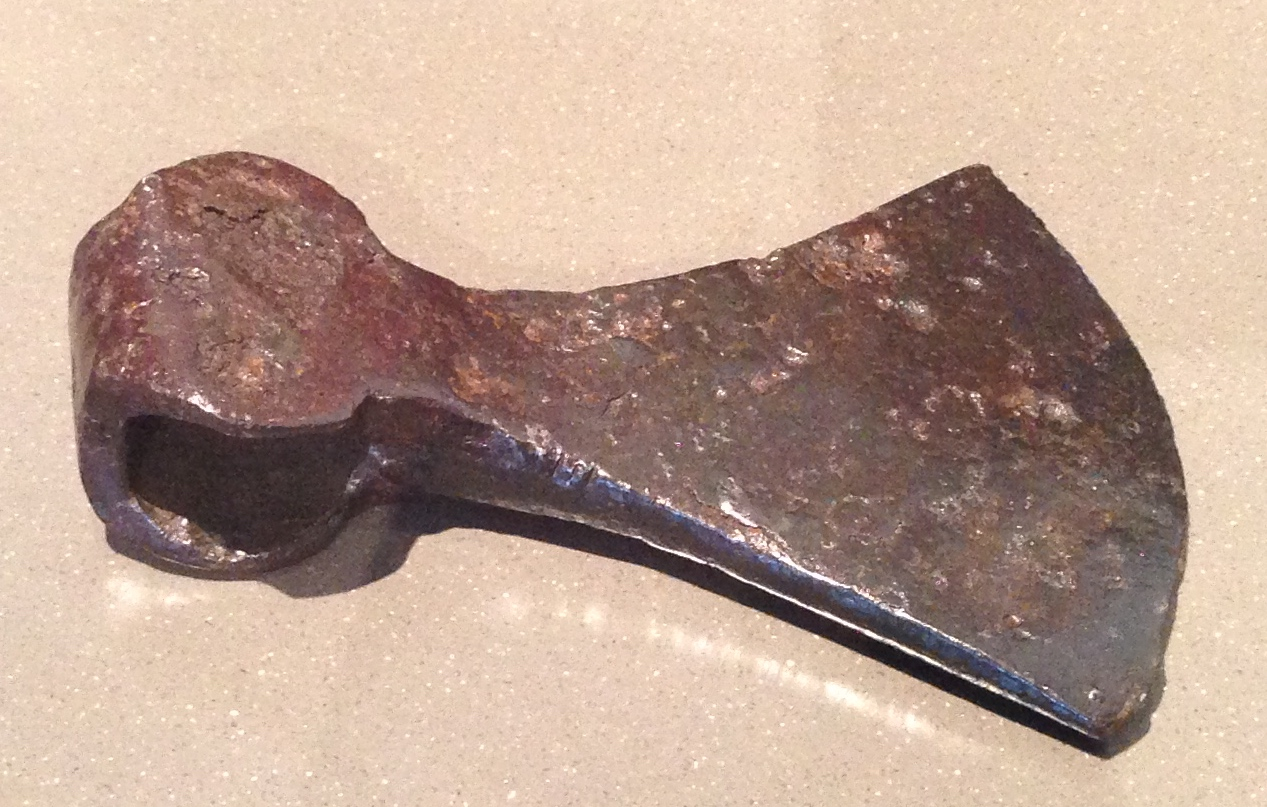
Yxa från Lund. 800- eller 900-talet.

Flera vikingar lyckades etablera sig som lokala makthavare. Paradexemplet är hur Rollo lyckades få kung Karl den enfaldige att ge honom området kring Seines mynning som förläning, vilken sedan utökades för att till slut bli dagens Normandie. På 800-talet utvecklades dessutom Irlands första städer – förutom stadsliknande bosättningar kring vissa kloster – ur vikingarnas härläger. Exempel på sådana städer är Dublin, Limerick och Cork. Även i Skottland lyckades vikingarna lägga under sig stora landområden. I England ersattes de inhemska härskarna över Northumbria och East Anglia under andra halvan av 800-talet med nordmän. Det erövrade området kallades Danelagen. I söder kunde Alfred den store av Wessex stå emot vikingarnas attacker, och hans ättlingar kunde sedan under 900-talet stegvis erövra Danelagen. Under slutet av 900-talet återkom dock vikingarna. I början krävde de endast tribut, men efter ett tag tog tågen återigen karaktär av erövringståg, och Sven Tveskägg erkändes 1013 som engelsk kung. Han avled dock snart, men sonen Knut den store återtog riket 1016, varefter danska kungar härskade i landet fram till 1042.
Under andra halvan av 1000-talet minskade vikingarnas aktivitet i väster utanför deras länder och vikingatiden gick mot sitt slut. Slaget vid Stamford Bridge 1066 var det sista försöket från nordmännens sida att återerövra England, och Magnus Barfot stupade i Irland 1103 som den sista av vikingakungarna. [källa behövs]
I den slaviska Nestorkrönikan berättas om hur nordmän (kallade varjager) härjade bland de ryska stammarna. En hövding vid namn Rörik (på ryska "Rurik") av rusernas (svearnas) stam fick omsider mandat av slaverna att styra deras områden, varvid det första ryska riket skall ha uppstått. Det har spekulerats i om Rörik hade kopplingar till det dåvarande svenska kungahuset, den ätt som enligt isländska sagor utgick från Björn Järnsida. Rörik efterträddes av en släkting vid namn Helge av Kiev (ryska Oleg) som i sin tur efterträddes av Ingvar Röriksson (ryska Igor). Det tidiga Ryssland kallas därför ibland för Stora Sverige (Sviþioð hinn mikla) i de fornnordiska sagorna. Med utgångspunkt från detta rike företog nordmännen vikingatåg till det bysantinska riket. Omsider tog många av dem tjänst hos den bysantinske kejsaren såsom legosoldater i en särskild nordisk elitstyrka. Dessa krigare bar namnet väringar och styrkan kallades väringalidet. Väringarna blev mycket berömda för sitt oförfärade mod och sin lojalitet men också för sina nordiska dryckesvanor.
Bland orsakerna till vikingatidens slut nämns bland annat det danska nordsjöväldets upplösning, att uppmärksamheten i Norge vändes från yttre expansion till inbördeskrig efter 1130, att de europeiska statsmakterna blev starkare och därmed kunde försvara sig bättre mot anfall utifrån, samt att de rysk/grekiska handelsvägarna klipptes av för svearna. En annan viktig orsak kan ha varit kristendomens införande, varvid en fredligare och mindre krigisk mentalitet fick fäste.

## Rädslan för vikingarna

### Sverige
Den svenska runstenen Assurs sten eller Assursstenen (Bro kyrka (U 617)) nämner en man med namnet Assur, vilken som "landvärnare" sannolikt hade en ledarposition i svenska ledungen. Intressant är att vikingar omtalas, och stenen ger ett stöd för teorin att Uppland, åtminstone vid denna tid, hade ett regionalt organiserat försvar gentemot fientligt inställda vikingaflottor, som upprepande gjorde strandhugg utmed kusterna. Assur hade "Geter" som medhjälpare, av det vikingatida hövdinganamnet "Kaetir" i betydelsen "sjökonung".

### Danmark
I Danmark nämns kung Harald Blåtands landeværnsmand Ejvind, vilken försvarade Danmark mot angripande vikingar. och även i berättelser kung Svend Estridsen är en landeværnsmand mot vikingar nämnd. Kung Erik Ejegod tillintetgjorde vikingar och andra illgärningsmän 

### Norge
Harald Hårfager, den förste kungen som enade Norge, organiserade i början av 900-talet jakter på vikingar och fördrev dem från norskt territorium till Island. Enligt Heimskringla skall Magnus den gode av Norge 1043, efter att venderna i området vägrat lyda honom, ha beslutat att sätta punkt för hotet från jomsvikingarna. Han anföll därför Jomsborg och dödade samtliga. Kung Magnus Barfot sägs ha rensat Norge från vikingar och fredlösa i början av 1100-talet.

### Europa
I västra Europa utlöste angriparna från norr oro och rädsla. Enligt traditionen löd bönen A furore Normannorum libera nos, Domine (För nordmännens raseri, bevare oss, milde herre Gud!) från kyrkor och kloster. Inga samtida källor omtalar emellertid denna fras, men Karl den skalliges antifonarium innehåller en liknande bön: de gente fera Normannica nos libera. Invasionerna av vikingar bidrog, tillsammans med de återkommande invasionerna av nomader från stäpperna i öst, till att stärka riddarklassens makt.
Under nationalromantiken tonades de barbariska sidorna hos vikingarna ned av nordiska författare och historiker. Den norske historikern P.A. Munch hävdade vid mitten av 1800-talet till exempel: att vikingtågen på det hela taget utfördes med en för forna tider sällsynt och med hänsyn till tågens syfte märklig ärlighet och humanitet. 

## Sociala, ekonomiska och teknologiska förutsättningar för vikingarnas resor

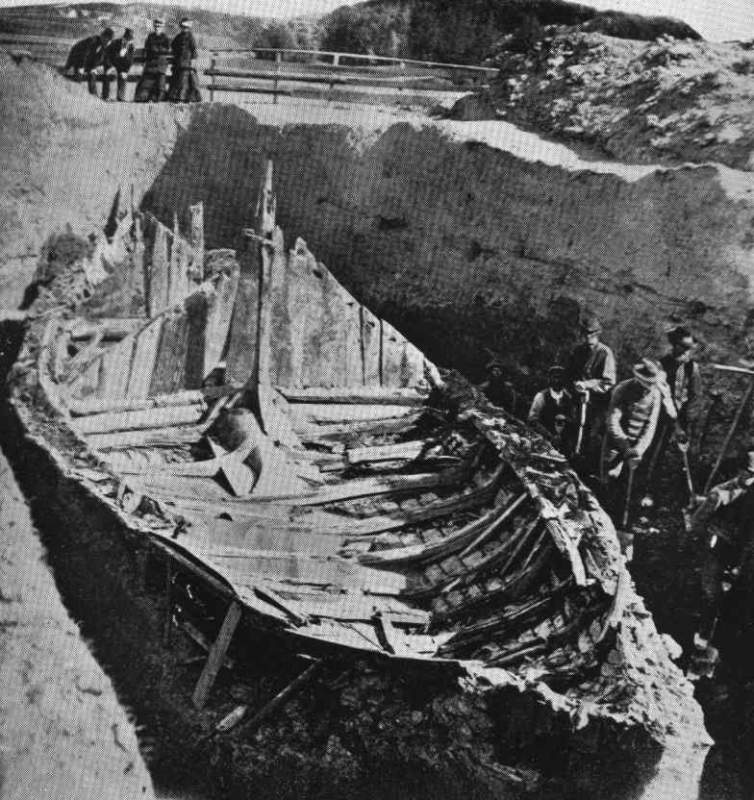
Från utgrävningen av Gokstadsskeppet i Vestfold 1880.

Under de senaste 200 åren har en rad teorier lanserats för att förklara vikingarnas flerhundraåriga militära expansion. Vikingatidens samhälle var uppbyggt runt personliga relationer, det vill säga en persons ställning, status, rättigheter och plikter bestämdes helt och hållet av dennes släktskapsförhållande eller tjänsteförhållande till en storman. 
Samhället var organiserat hierarkiskt med flera sociala skikt, kungar överst och trälar nederst på rangskalan. I Danmark kan man till exempel på runstenarna läsa om "thegnar" vilka troligtvis stod kungen nära, samt "drengar", det vill säga stormän. I Sveariket norr om Mälaren förekommer inte ordet "thegnar" på runstenarna. Titeln "dreng" förekommer dock rikligt där. Ordet "bryte" tycks ha stått för personer i en klass strax ovanför den lägsta, trälarnas klass. Brytarna verkar ha varit en slags arrendatorer, det vill säga brukare av jord men utan ägorätt. Ordet förekommer i olika dåtida handlingar, till exempel i lagar. Vikingafärderna gav också upphov till en inströmning av nya trälar till de nordiska länderna.

### Skeppen
Att vikingarna kunde slå till mot områden så långt från sina hemländer berodde på den högt drivna skeppsteknologi som utvecklats i Skandinavien under slutet av yngre järnåldern. Under vikingatiden fanns ett flertal olika skeppstyper. När man drog i viking användes krigsskepp, det vill säga relativt smala men långa skepp. I skriftligt källmaterial omtalas dessa som "långskepp" och "snäckor". Enligt samma källor kunde ett krigsskepp bära mellan sextio och hundra man.

### Vikingarnas utrustning
Vikingarnas utrustning kunde bestå av yxa, kastspjut eller pilbåge och sköld. Vanliga vikingar hade långbyxor, kolt och mantel av ylle, samt luva eller mössa. Vanligen var det bara stormän och deras hird som hade hjälm, ringbrynjeskjorta och svärd.
Vikingatidens svärdsklingor kunde vara damasksmidda, det vill säga att klingan var smidd delvis av kolfritt och delvis av kolberikat stål. Det ger ett vackert mönster av ljust och mörkt stål. Klingor från Rhenlandet i Frankerriket var särskilt eftertraktade på grund av deras höga kvalitet. Som regel stod smedens namn skrivet som ett slags varumärke på klingan.
Det är en utbredd felaktig föreställning att vikingarna bar hjälmar med horn.

## Skriftliga källor
Senare generationers syn på vikingatiden är starkt påverkad av vilka källor som bevarats och finns tillgängliga. Många av de skriftliga källorna är nedteckningar av muntlig tradition gjorda flera århundraden senare. Många av dem är dessutom skrivna av vikingarnas motståndare och offer, vilket starkt färgar synen på vikingarna; de beskrivs i dessa källor vanligen som ogudaktiga hedningar. Berättelserna nedtecknades i en kristen, högmedeltida, stat, som var mycket olik det förkristna samhället som beskrevs. 
Ett stort antal kväden, vilka till skillnad från sagorna är tillkomna under vikingatiden, finns också. Historiker har därför större tillit till kvädena än till sagorna. Dock gäller att där offrens skildringar av vikingarna är odelat negativa, så är kvädena och sagorna odelat positiva. I synnerhet sagorna, men även kvädena, författades i huvudsak på Island, som ursprungligen koloniserades av norrmän. Även denna omständighet har färgat historieskrivningen på så sätt att vi vet betydligt mer om de norska vikingarnas bedrifter än om de som verkade i Sverige.
Generellt gäller att ju senare händelser, desto bättre källäge. Det finns alltså gott om kunskaper att hämta om en sentida person som Harald Hårdråde, medan inget alls är känt om den person som ledde angreppet mot Lindisfarne. Vidare är tågen i väster betydligt mer kända än de i öster, då de nordösteuropeiska folken kristnades sent och därför saknade kunskap om skriften.

### Utomnordiska källor
Den arabiske geografen och krönikören Ahmed Ibn Fadlan beskrev i en reseskildring ca 921 sitt möte med nordbor, ruser vid floden Volga.
De vikingar som sökte sig till Konstantinopels väringagarde har satt spår i källorna där, och så nämns till exempel Harald Hårdråde i Logos nuthetetikos, där han används som exempel på en exemplarisk legoknekt.

### Runstenar
Runstenarna är en viktig samtidskälla för vikingatida expeditioner, och namnger många olika aktörer. Sådana stenar återfinns på flera platser i Norden. Ett exempel är runstenarna i Mälardalen i Sverige, som restes till minne över det ödesdigra Ingvarståget in i dagens Ryssland under tidigt 1000-tal. Förutom att vara en källa om vikingarna, så är runstenarna också källor till samhället i övrigt i de nordiska områdena.

## Belägg

### Anglosaxiska belägg
De tidigaste beläggen för orden kommer från anglosaxisk-latinska ordlistor från 700-talet, där det förklaras med "pirata”, 'sjörövare'. I en anglosaxisk parafras på Andra Moseboken (Exodus), används uttrycket sæ-wícingas (hav- eller sjövikingar) vid passagen genom Röda Havet används om sönerna till Ruben, patriarken Jakobs äldste son och stamfader för Rubens stam, en av Israels tolv stammar.[källa behövs]
Ordet 'viking' förekommer även i dikten Widsith, bevarad i en nedteckning från slutet av 900-talet. Liksom Beowulfkvädet beskriver den personer och folk från 500-600-talet, vilket inte innebär att dikten är uppkommen då. Widsith använder ordet om wicinga cynn vilka de danska kungarna i Lejre, Hroþwulf och Hroðgar, bortdrivit. På ett annat ställe i dikten säger sig Widsith ha varit med vikingarna som nämns vid sidan av folkslag som daner, götar, svear och vender. Widsith nämner också han varit hos 'lidvikingarna' mid Lidwicingum ic wæs.
I dikten Slaget vid Maldon (The Battle of Maldon) beskrivs en strid som 991 stod i Essex mellan invaderande nordmän och inhemska försvarare:
| fornengelska | engelska. | svenska, i översättning av Gunnar D Hansson. |
| --- | --- | --- |
| þa stod on stæðe, stiðlice clypode wicinga ar, wordum mælde, se on beot abead brimliþendra ærænde to þam eorle þær he on ofre stod: | Then on the bank stood a Viking messenger, called out stoutly, spoke with words, boastfully brought the seafarers' errand to that land's earl where he stood on shore: | Ivrigt ropande stod på stranden vikingars sändebud, ut över sundet sände han ord, havsbefararnas skrytsamma budskap bort mot brinken där jarlen stod: |

### Krönikor
I de olika källorna som nämner skandinaver som anfallit nordfranska kuster används aldrig termen viking, utan uteslutande termen Normannen, och först år 879 används ordet i Angelsaxiska krönikor i samband med skandinaviska plundringståg i England. Senare används ordet bara tre gånger i skrifter från 885, 921 och 1098, och var alltså även under de tvåhundra år som England lydde under danelagen, ett ovanligt ord i den samtida anglosaxiska litteraturen, och organiserade invasioner av engelska och irländska landområden nämner aldrig ordet viking, utan daner och nordmän.
I sjätte kapitlet av fjärde boken i Adam av Bremens Gesta Hammaburgensis ecclesiae pontificum från cirka 1070 framgår att en grupp vikingar på Själland kallas vikingar av den övriga befolkningen:
| ” | Aurum ibi plurimum, quod raptu congeritur piratico. Ipsi enim piratae, quos illi Wichingos as appellant, nostri Ascomannos regi Danico tributum solvunt. | „ |

| ”                | Där [på Själland] finns gott om guld, som samlas genom sjörövarfärder. Dessa sjörövare, som invånarna kallar vikingar, våra landsmän däremot askomanner (askmän), betalar skatt till den danske kungen ... | „ |
| – Adam av Bremen | |   |

Under 1100-talet ökar användning av ordet, och Poeta Saxo (en sentida benämning på en författare vars verkliga identitet är okänd) jämställer ordet askomanner med pirater, och under 1200-talet i Hallar-Steins dikt om Olav Tryggvason (Óláfs saga Tryggvasonar en mesta) i boken Rekstefja, används ordet viking som synonym till rövare och förbrytare.

### Runstenar

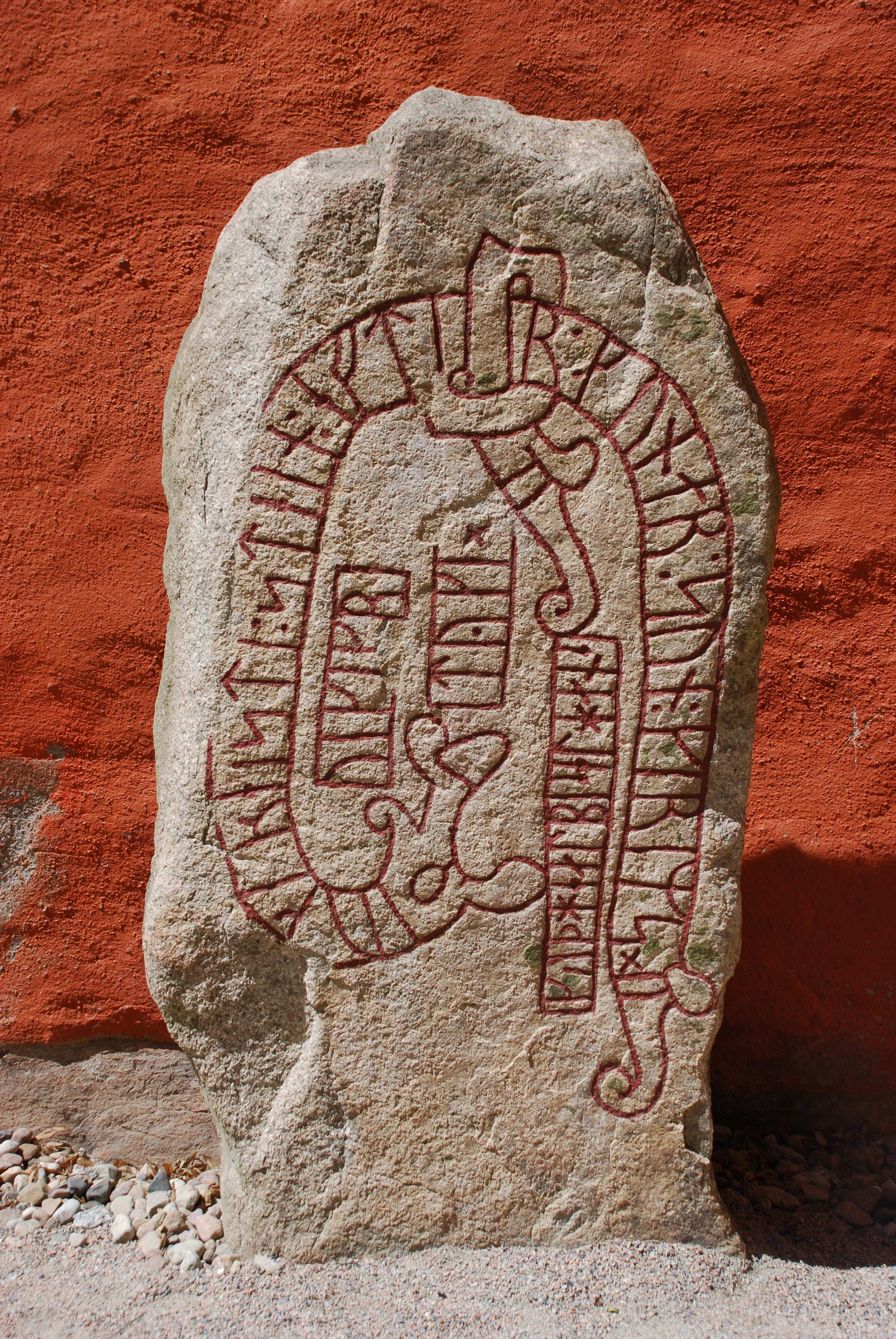
Tyke Vikings sten, med texten "Tyke - Tyke Viking - reste stenen efter Gunnar, Grims son. Gud hjälpe hans själ."

På en sten i gotländska Hablingbo omtalas Helge, som for västerut "med vikingar". På en runsten i Uppland Bro kyrka (U 617) berättas det om en Assur, som skall ha varit "víkinga vǫrðr", "vikingars vakt", vilket är dubbeltydigt. I beteckningen 'härfärd över havet', används det på en av stenarna i Västra Strömonumentet i Skåne, daterad till slutet av 900-talet: ”Fader lät dessa runor hugga efter sin broder Asser, som fann döden nordpå i viking”. Ett annat exempel är Gårdstångastenen 2 om några som var "vida präktiga i viking". Ordet "Viking" uppträder även som egennamn eller tillnamn ett dussintal gånger, till exempel på Tyke Vikings sten vid Växjö domkyrka, Smålands runinskrifter 11 och Södermanlands runinskrifter 54 rest av "Vikings söner".

### Isländska sagor
I Islänningasagorna användes ordet "viking" ofta i uttrycket "dra i viking", medan personerna som företagit aktiviteten sällan omnämns som viking, eller vikingar, och källorna omtalar bara vikingafärder västerut, med termen vestrvíking, men någon motsvarande term austrvíking är inte belagd, och när termen viking i litteraturen har använts med anknytning till östersjöområdet, avses huvudsakligen sjörövare som angriper nordmän.

#### Njáls saga
I Njáls saga berättas om Gunnar på Hlidarende och hans vän Njáls söner, att de beger sig på sjöresa österut till Estland, och där används ordet viking om deras fiender, men aldrig om Gunnar och hans följe.
| ”                                                                  | Gunnar styrde ut ur älfven och han och Kolskägg voro bägge på samma skepp. Hallvard var på ett annat. De sågo nu vikingaskeppen för sig. Gunnar sade:'Varom någorlunda stridsredde, i fall de angripa oss. Eljes gifva vi oss ej i lag med dem.' Vikingarne skilde sina skepp åt, så att väg vardt mellan dem. Gunnar for där fram... Till sist foro bröderne upp på vikingaskeppet och Kolskägg gick längs ena bordet och Gunnar längs andra... Nästa sommar höllo de till Reval, mötte där vikingar, slogos genast och fingo seger. | „ |
| – Njáls saga i svensk översättning från 1879 av Albert Ulrik Bååth | |   |

 Gunnar dräper Vikingen Hallgrim och kvad en visa:
| ”                                                                  | Fält jag har en väldig viking, Vapen till kamp han lyfta kunde. Sporde jag, Hallgrim mot hjälmar höjde Härligt vapen i andra länder. Alle dugande män det höre, Hur det kom till ulfvamättarn. Mig det skall jag i fäjd vet det föra. Följa i hand till lifvets ände. | „ |
| – Njáls saga i svensk översättning från 1879 av Albert Ulrik Bååth | |   |

Sagan berättar vidare om en dansk man som visar Gunnar var vikingarnas skatter är gömda, och ber att få bli förd till Danmark. När Gunnar frågar hur han hamnat i Österled, svarar dansken: "Jag vardt tagen af vikingarne, svarade han, och satt i land här på Ösel och har jag varit här seda"'. I sagan berättas vidare om "En man het Kol, en väldig viking, son af Åsmund Äskesida från Småland", vilken Håkon jarl dömer fredlös, men nämner saknaden av Gunnar som vikingajägare med orden: "För långt ifrån oss är nu Gunnar på Lidarände, ty vore han här, skulle han dräpa fredlöse vikingen. Själf varder han nu, som mig anar, dräpt af isländingar. Det är illa, att han ej dragit till oss." Men Gunnars måg Traen Sigfusson tar på sig att jaga vikingarna. Njals söner Grim och Helge seglar till Orkneyöarna och blir där attackerade av skotska vikingar: "De öfverlade om de skulle värja eller gifva sig, men innan beslutet tagits, hunno vikingarne fram. Man sporde hvarandra om höfdingarnes namn. Köpmännens anförare namngåfvo sig och frågade till baks hvilke män vikingaflottan styrdes af. Den ene kallade sig Grytgård, den andre Snökolf, Moidans söner från Dungalsby i Skottland, skotske konung Melkolfs fränder."
Det framgår tydligt av texten att köpmännen inte omtalas som vikingar, men däremot som offer för de skotska vikingarna vilka hade en allians med kung Malkolm II av Skottland.

#### Heimskringla
Vikingar kunder utgöra betydande problem för sin samtid, och bland annat den norske kungen Harald Hårfager organiserade jakter på vikingar och fördrev dem från norskt territorium. I Snorre Sturlassons Heimskringla finns en sektion med Harald hårfagres historia som omtalar hur kung Harald Hårfager företar en sjöresa västerut till Skottland och dess närbelägna öar, för att rensa dem från vikingar, av vilka många flydde till Island. Emil Olsons översättning lyder:
| ”                                                        | Konung Harald sporde, att midtlandet härjades vida omkring av vikingar, som om vintern uppehöllo sig väster om havet. Han hade då leding ute varje sommar och genomsökte öar och utskär, men så snart vikingarna blevo varse hans här, flydde alla, de flesta ut på havet. Då konungen ledsnade på detta, hände det en sommar, att han seglade med sin här västerut över havet. Han kom först till Hjaltland och dräpte där alla vikingar, som icke flydde undan. Därefter seglade han söderut till Orknöarna och rensade dem fullständigt för vikingar. Sedan for han ända till Suderöarna och härjade där. Han dräpte där många vikingar, som förut hade rådt över härsmakt; han utkämpade många strider och vann oftast seger. Därefter härjade han i Skottland och hade där flera strider. | „ |
| – Snorre Sturlassons Heimskringla översatt av Emil Olson | |   |

#### Egil Skallagrimssons saga
En tydlig distinktion mellan att under vissa perioder vara sjörövare och under andra perioder vara handlande köpman, görs i ett utdrag ur Egil Skallagrimssons saga om Bjørn Farmann (Björn Brynjolfsson): "Bjørn var farmaður mikill, var stundum í víking, en stundum í kaupferðum" vilket på svenska betyder; ”Björn var stor farman, tidtals var han i viking, tidtals på köpfärder.”
Egil Skallagrim var gift med Björns dotter Åsgärd, och yrkade på Gulatinget vid en arvstvist efter Björn Farman, att hon hade rätt till hälften av arvet, men kung Erik Blodyx, gift med Björns andra dotter Gunnhild, ansåg Åsgärd arvlös, och Eriks talesman Bärg-Anund sade: För konung, drottning och domare skall jag bära fram samma vitnesbörd om, att Tora ladhand, Åsgärds moder, vardt hemifrån med våld tagen, från sin broder Tore härse, och åter, för andre gången, med makt förd från Örland, ifrån Brynjolf. Drog hon då bort ur landet med vikingar och vardt fredlös öfver alt Norge. I den landsflykten aflade hon och Björn en mö, denna Åsgärd...Jag fordrar af domarena, att arf tilldömes Gunnhild, men Åsgärd dömes att varda konung Eriks trälinna, ty hon föddes, alt medan hennes fader och moder voro pä konungens bud biltoga.

#### Jomsvikingar

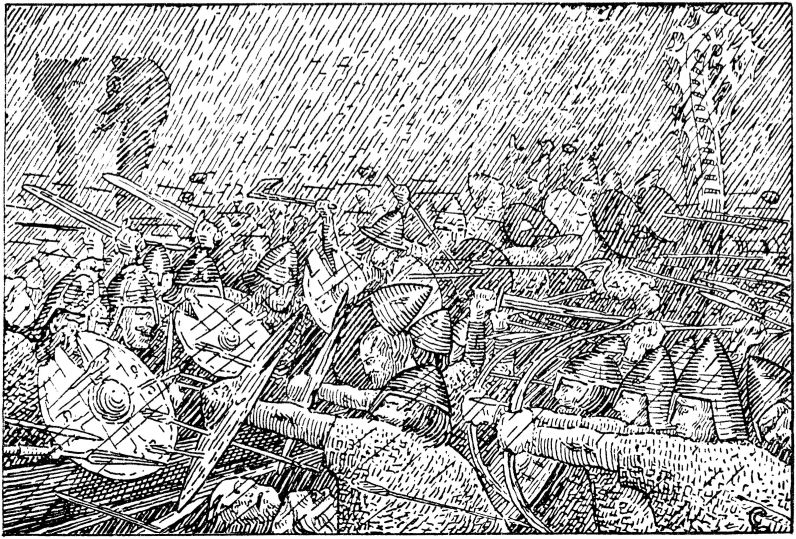
Jomsvikingar slåss i en hagelstorm vid slaget vid Hjörungavåg. Konstnär: Halfdan Egedius.

Brödraskapet Jomsvikingar nämns i Jomsvikingadrapan och Jomsvikingasagan, och deras historia beskrivs i Gesta Danorum bok 10, vari berättas om den bebyggda platsen Julinum, som övertogs av den danske kungen Harald Blåtand som upplät den åt vikingar. Knytlingasagan ger samma information rörande att Harald skulle ha grundat jomsvikingarnas brödraskap, men att det sedan övertogs av den svenske ädlingen Styrbjörn Starke. Enligt Fagrskinna skulle Jomsvikingarnas ursprung ha varit att Harald Blåtand under ett härjningståg i Vendland hade byggt en borg på en plats kallad 'Jom', som fick namnet Jomsborg. Jomsvikingarna medverkade i flera berömda slag, varav de mer kända är slaget vid Fyrisvallarna i Uppsala, slaget vid Hjörungavåg och slaget vid Svolder, och de skall också ha gjort strandhugg i östra England 1009, samt inblandade i olika typer av slag i England, och de plundrade olika skandinaviska territorier under början av 1000-talet.
Jomsvikingarna försvagades allt mer de följande decennierna, och enligt Heimskringla skall Magnus den gode av Norge 1043, efter att venderna i området vägrat lyda honom, ha beslutat att sätta punkt för hotet från jomsvikingarna. Han anföll därför Jomsborg och dödade samtliga.
Utgrävningar i Wolin i nordvästra Polen har visat att det funnits en stad med rötter sedan 700-talet på platsen. Denna tycks ha varit starkt befäst i överensstämmelse med källorna, men i övrigt gav utgrävningen endast stöd åt påståendet att Magnus den gode skall ha anfallit staden, då man funnit ett brandlager från samma tid. Eftersom nordbor dock vid samma tid tog makten i flera andra städer runt Östersjön, och Jomsborg låg mycket nära Danmark, är det troligt att de även gjort så i Jomsborg, även om källmaterialet är så klent att detta inte kan bekräftas.
Några kända jomsvikingar, omtalade i källorna var: Bue digre, Palnatoke, Sigurd Kåpa, Sigvald Jarl, Styrbjörn Starke, Strutharald (Enligt Snorre Sturlason var Strutharald jarl av "Jomsborg i Vendland") och Torkel den höge.

#### Utfarardrapai Magnussønnenes saga
I Magnussønnenes saga finns åtta strofer av skalden Halldor Skvaldre Utfarardrapa till kung Sigurd Jorsalafarare av Norge vilken ledde det norska korståget till Jerusalem (1107-1110) och hans strider på vägen dit. Vid Spaniens västkust stötte norrmännen på en stor piratflotta bestående av galärer bemannade med "hedniska" muslimer, vilka benämns vikingar. Sigurd satte kurs rätt mot piratflottan och stormade deras skepp. Inom kort hade alla piraterna antingen dödats eller flytt, och Sigurd tog åtta skepp från dem:
| ”                                   | Og de vikinger onde, ilte frem mod kampens mægtige leder (kongen krigere dræbte i striden). Hæren naaed’ at rydde raskt otte galeier (de fleste folk blev fældte); fyrsten fik der hærfang. | „ |
| – Utfarardrapa av Halldor Skvaldre, | |   |

I Norvasund (Gibraltar) blir Sigurds flotta återigen attackerad av arabiska pirater, vilka omnämns som vikingar:
| ”                                   | Derefter holdt kong Sigurd frem med sin færd og seilede til Nårvesund, men i sundet mødte han en stor vikingehær, og kongen lagde til kamp med dem; han havde der den femte kamp og fik seier. | „ |
| – Utfarardrapa av Halldor Skvaldre, | |   |

### Ortnamn
Knytlingasagan (kapitel 115) nämner den annars ganska okända orten Vikingavod på Själland i Danmark. Vingåker sägs ha kallats Wikinghaker i en skrift från 1314.
Sedan början av 1300-talet är orten Vikingstad i Östergötland känd. Namnet skrevs 1317 som Vikyngstathom.

### Sentida användning
Ordet försvann från språket under århundradena efter sagatiden när ordet pirat istället dyker upp i språket. Hos Ludvig Holberg på 1700-talet är ordet synonymt med sjörövare. Under åren som följde närmast efter 1810 blev ordet åter infört i språket, i Sverige genom den patriotiska diktningen av Erik Gustaf Geijer och Esaias Tegnér, som kom att till stor del forma bilden av vikingen i Sverige medan det i Danmark var de så kallade "guldåldersdikterna" som reintroducerade begreppet. I Norge skedde det något senare.
Under skandinavismen på 1800-talet utvidgades ordets betydelse till att omfatta nästan alla skandinaver som levde under den forntida period vilken alltsedan 1800-talet kommit att kallas för vikingatiden. De fornnordiska sagorna och skrifterna blev under denna tid en gemensam utgångspunkt i försöken att slå kulturella broar mellan de nordiska folken. Genom nationalismen kom vikingen att bli föremål för hämningslös beundran, i synnerhet under andra hälften av 1800-talet fram till långt in på 1900-talet. Även om detta synsätt kraftigt tonats ner under efterkrigstiden är vikingen fortfarande en av de mest kända ”etniska” symbolerna i Norden och tillika den mest kända symbolen för Norden i världen utanför Skandinavien, fast historiker som Mats G. Larsson, docent vid Lunds universitet, menar att vikingatida skandinaver skulle se det som en förolämpning att bli kallad för viking, och Anna Wallette vid historiska institutionen i Lund menar att historiker av olika skäl förhållit sig avvaktande, i takt med att mytologiseringen och ideologiseringen av de krigiska nordmännen blivit yvigare och ett användbart begrepp för att locka ungdomar och turister till museer och historiska attraktioner:

## Vikingamyter

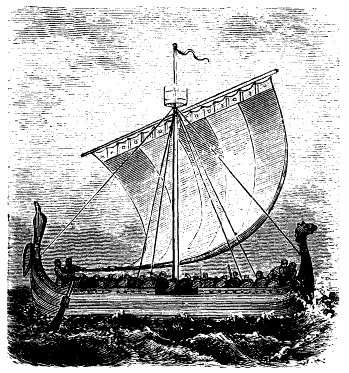
Ett vikingatida skepp i romantiserad 1800-talsversion.

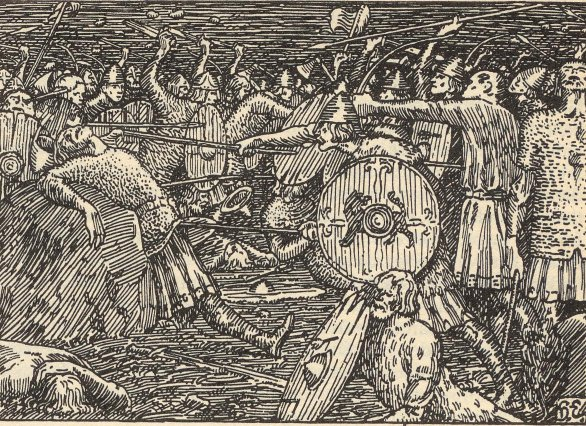
Konstnären Halfdan Egedius framställning från 1899 av Snorres version av kung Olof den heliges fall vid Stiklestad år 1030.

Vikingarna är en mytomspunnen grupp av människor. I synnerhet under nationalromantikens dagar på 1800-talet tog denna mytbildning fart.
Bland svenska arkeologer är det främst Historiska Museets Fredrik Svanberg som under senare år gått i spetsen för att "avmytifiera" den sena järnålderns skandinaver genom att söka visa fram var det arkeologiska faktaunderlaget slutar och nationalromantiken börjar.
Den danske historikern John H Lind vid Köpenhamns universitet är också en av de auktoriteter som ifrågasatt populismen som drabbat ordet viking, och vilka konsekvenser det leder till att generöst använda termen när man beskriver vikingatida händelser, fast källorna inte har omtalat någon person som viking, även när det gäller skandinaviska överfall i England, eller på kontinenten. Han menar att framställningen av "vikingatiden" i media är:
| ” | genomgående populistisk och mer tillgodoser turistindustrins behov än att leva upp till den historiska vetenskapens krav på metodik: Danskarna var liksom de övrige skandinaverna inte vikingar, de upfattade sig inte som vikingar, men de kunde liksom icke-skandinaver vid behov välja vikingavärvet och dra på plundringståg, som människer alltid har gjort och fortfarande gör. | „ |
| – | |   |

En annan missuppfattning är att svenska vikingar endast for i österled medan danska och norska vikingar for i väster. Bland de svenska runstenarna (exklusive sådana från tidigare danska och norska områden) som nämner expeditioner utomlands berättar 32 stycken om färder i österled och 26 stycken om färder i västerled. Lika felaktig är föreställningen att de östliga tågen till största delen var fredliga. Även om handel var en viktig del i kontakten mellan Skandinavien och Östeuropa, vittnar runstenar och skriftliga källor från såväl Island som Bysans, samt arkeologiska fynd, om mängder av plundringståg och krigsexpeditioner.

### Utifrån kommande erövrare?
Senare tiders nationalistiska historiesyn har ofta lett till att vikingarna betraktats som erövrare som kom utifrån som sedan kastats ut av till exempel irländare och engelsmän. Detta är dock felaktigt; få engelsmän uppfattade Harald Hårdråde som en utböling när han år 1066 landsteg i Yorkshire. Han var istället allierad med den inhemske ädlingen Tostig, och slaget vid Stamford Bridge stod snarare mellan två släktgrupperingar än mellan anglosaxare och norrmän. På samma sätt har man uppfattat slaget vid Clontarf år 1014 som den tidpunkt då Brian Boru kastade ut nordborna men fick plikta med sitt liv, när det egentligen stod mellan denne och irer från Leinster som inte ville acceptera hans överhöghet, med nordbor stridande på båda sidor. Det nordiska väldet över Dublin skulle bestå till 1171, trots att stadens kung stod på den förlorande sidan.

### Vikingakungar
Ibland läser, eller hör man, om vikingakungar, vilket är en ickeexisterande term, och i de flesta fall mycket felaktig, eftersom relativt få kungar var pirater, och betydligt oftare bekrigade dem, och utnämnde landvärnsmän till försvarare mot just vikingar.

### Hjälmar med horn
Uppfattningen att horn skulle finnas på vikingarnas hjälmar uppstod under den nationalromantiska epoken i slutet av 1800-talet. Det finns avbildningar av människor med hjälmar med horn, bland annat på den danska Gundestrupskitteln från år 100 f.Kr. Den enda järnåldershjälmen med horn som hittats i Europa kommer dock från England, och är inte från vikingatiden utan från tiden 150–50 f.Kr., flera hundra år före de första vikingaräderna. Den ringa godstjockleken antyder dessutom att den haft en ceremoniell användning då den knappast kan ha erbjudit något vidare skydd i en strid.
Däremot finns det flera skandinaviska avbildningar från sen järnålder som föreställer dansare iförda vad som vid en första anblick skulle kunna tolkas som behornade hjälmar. En närmare studie visar dock att de förmodade hornens spetsar är försedda med fågelhuvuden. Det rör sig alltså även här snarare om någon form av ceremoniella huvudbonader.
Fynden av vikingatida hjälmar är få, det rör sig i dagsläget om tre säkert identifierade fynd i hela Norden: Gjermundbu i Norge, Tjele i Danmark samt från Lokrume på Gotland. Bildbevisen är däremot desto fler, exempelvis runstenen Ledbergsstenen Ög 181 i Ledberg i Östergötland, på gotländska bildstenar, Bayeux-tapeten och den lilla skulpterade så kallade Sigtunavikingen. Samtliga saknar horn.